# عبدالرحمن تاج‌الدین خوزانی
عبدالرحمن تاج‌الدین خوزانی (زادهٔ ۱۳۳۴ در ‌اصفهان - درگذشته ۱۳۹۷ در استان گلستان) نمایندهٔ حوزه انتخابیه اصفهان در دوره پنجم و دورهٔ ششم مجلس شورای اسلامی و معاون سازمان تأمین اجتماعی بوده‌است.
وی در ماجرای تحصن و استعفای جمعی از نمایندگان مجلس ششم حضور داشت و از جمله نمایندگان امضا کننده نامه سرگشاده خطاب به سید علی خامنه‌ای در سال ۱۳۸۲ بود.

## مرگ
در تاریخ ۲۴ آبان ۱۳۹۷ عبدالرحمن تاج‌الدین خوزانی (معاون پارلمانی سازمان تأمین اجتماعی) به همراه سید محمدتقی نوربخش، مدیر عامل تأمین اجتماعی، در جریان سفر وزیر کار به استان گلستان در تقاطعی واقع در محور کردکوی - گرگان دچار سانحه رانندگی شد و بعد از انتقال به بیمارستان درگذشت. پیکر نامبرده در گلستان شهدای اصفهان به خاک سپرده شد.